# Jamil Walker Smith
Jamil Walker Smith est un acteur américain, né le 20 août 1982 à New York. Il est le fils de l'acteur Phil Morris, et petit-fils de l'acteur Greg Morris.
Il est surtout connu pour avoir tenu le rôle de Ronald Greer dans la série Stargate Universe.

## Biographie
Il est connu pour avoir fait la voix anglaise de Gérald Johanssen dans la série animée Hé Arnold !. Il est également apparu dans plusieurs séries diverses comme Sister, Sister, Girlfriends, Bones, X-Files : Aux frontières du réel et The Bernie Mac Show.

## Télévision

### Cinéma

#### Court métrage
- 1994 : Hey Arnold!: 24 Hours to Live : Gerald Johanssen (voix)
- 2007 : The Son : The Son
- 2008 : In the Wind : Shuky
- 2012 : Any Given Sunday de Bailey Kobe : [Qui ?]
- 2013 : The Test Drive : Mark

#### Long métrage
- 2002 : Hé Arnold !, le film (Hey Arnold!: The Movie) de Tuck Tucker : Gerald Martin Johanssen / Rasta Guy (voix)
- 2005 : Halfway Decent : Tom Jr.
- 2010 : Quit : Confidence Man
- 2011 : Make a Movie Like Spike : Luis
- 2016 : Chuck Hank and the San Diego Twins : Tito
- 2016 : Losing in Love : Barry
- 2017 : Newness de Drake Doremus

### Télévision

#### Série télévisée
- 1994 : The Sinbad Show (en) (saison 1, épisode 19 : Love Lessons) : Ernie
- 1994 - 2004 : Hé Arnold ! (Hey Arnold!) (82 épisodes) : Gerald Johanssen / Peapod Kid / Gerard / ...
- 1995 : Cooper et nous (Hangin' with Mr. Cooper) (saison 3, épisode 20 : The Matchmaker) : Jake
- 1995 : ABC Weekend Special (saison 17, épisode 02 : Jirimpimbira: An African Folk Tale) : Temba (voix)
- 1995 : X-Files : Aux frontières du réel (The X-Files) (saison 2, épisode 15 : Mystère vaudou) : Chester Bonaparte
- 1995 : A Whole New Ballgame (en) (saison 1, épisode 01 : Opening Day) : [Qui ?]
- 1996 : Sister, Sister : Mike
  - (saison 4, épisode 01 : Un garçon pour deux)
  - (saison 4, épisode 06 : Kid-Napped)
  - (saison 4, épisode 08 : Comme les cinq doigts de la main)
  - (saison 4, épisode 10 : La Crème de beauté)
- 1996 - 1997 : Waynehead (en) (13 épisodes) : Mo' Money / Mo' Money, Kid / Mo Money, Jr.
- 1997 : Pacific Blue (saison 2, épisode 16 : Fuite en avant) : Hunchy
- 1997 : Les Anges du bonheur (Touched by an Angel) (saison 4, épisode 02 : Mauvais Pari) : Darnell Thomas
- 1997 : C-16 (épisode Pilot: Part 2) : Drug Dealing Kid
- 1997 : 413 Hope St. (en) (saison 1, épisode 01 : Pilot) : Tyrnak
- 2001 : New York Police Blues (NYPD Blue) (saison 9, épisode 07 : La Morte du 11 septembre) : Michael Murray
- 2002 : The Bernie Mac Show (saison 2, épisode 04 : Mac Local 137) : Skateboarder
- 2002 : Philly (saison 1, épisode 22 : Que justice soit faite) : Darnell Lane
- 2005 : Supernatural (saison 1, épisode 01 : La Dame blanche) : Luis
- 2005 : Blind Justice (saison 1, épisode 04 : Règlement de comptes) : Deshawn Oliver
- 2005 : Médium (saison 1, épisode 01 : Sixième sens) : Raymond Vargas
- 2007 : Cold Case : Affaires classées (Cold Case) (saison 5, épisode 08 : Dans la fosse) : Malik / Theseus '03 / '06 / ...
- 2007 : Girlfriends : Kenny Phelan
  - (épisode Wrong Side of the Tracks)
  - (épisode To Be Determined...)
- 2008 : Bones (saison 3, épisode 11 : Player Under Pressure) : Colby Page
- 2009 - 2010 : Webisodes de Stargate Universe (mini-série) : MSgt. Ronald Greer
  - (saison 1, épisode 06 : Don't Encourage Him)
  - (saison 1, épisode 17 : What's That Light?)
  - (saison 1, épisode 20 : Want Me to Bust Him Up?)
  - (saison 1, épisode 25 : Drop the Sirs)
  - (saison 1, épisode 29 : Favorite Meal of All Time)
- 2009 - 2011 : Stargate Universe (40 épisodes) : Master Sgt. Ronald Greer / Ronald Greer
- 2013 : Ironside (saison 1, épisode 04 : Un simple détail) : [Qui ?]
- 2015 : Code Black (saison 2, épisode 03 : Corporeal Form) : Eric

#### Téléfilm
- 2017 : Hey Arnold!: The Jungle Movie (téléfilm) : Paulo (voix)

### Jeu vidéo
- 2004 : Grand Theft Auto: San Andreas : Pedestrian (voix)
- 2004 : Shark Tale : Bernie / Additional Tenant Fish (voix)